# Richard Schoen
Richard Melvin Schoen (Fort Recovery, Ohio, 23 de outubro de 1950) é um matemático estadunidense.
Obteve o PhD em 1977 na Universidade Stanford, onde é atualmente professor da cátedra Anne T. and Robert M. Bass de Humanidades e Ciência. 
Em 1988 foi eleito membro da Academia de Artes e Ciências dos Estados Unidos e em 1991 da Academia Nacional de Ciências dos Estados Unidos. Recebeu o Prêmio Memorial Bôcher de 1989. Em 2017 recebeu o Prêmio Wolf de Matemática e o Prêmio Schock. Também em 2017 recebeu o Prêmio Heinz Hopf e a Medalha Lobachevsky. Foi palestrante convidado do Congresso Internacional de Matemáticos em Varsóvia (1983: Minimal surfaces and positive scalar curvature) e em Berkeley (1986: New Developments in the theory of geometric partial differential equations). Foi palestrante plenário do Congresso Internacional de Matemáticos em Hyderabad (2010: Riemannian manifolds of positive curvature). É fellow da American Mathematical Society.